# Ruisseau de Senesse
Le ruisseau de Senesse  est une rivière du sud de la France qui coule dans les Pyrénées ariégeoises. C'est un affluent du Douctouyre, donc un sous-affluent de la Garonne par l'Hers-Vif, puis par l'Ariège.

## Géographie
De 13 km de longueur, le ruisseau de Senesse prend sa source dans les Pyrénées en Ariège, commune d'Esclagne, sous le nom de ruisseau de Couloubrière. Il prend ensuite le nom de ruisseau des Gourds puis ruisseau de Limbrassac et se jette dans le Douctouyre sur la commune de Dun.

## Départements et communes traversés
- Ariège : Esclagne, Dun, Pradettes, Limbrassac, Tabre.

## Principaux affluents
- Ruisseau de Jourda : 2,8 km
- Ruisseau de Senabugue : 1,9 km